# بدء من أناب إلى الله
بدء من أناب إلى الله، كتاب للإمام الحارث المحاسبي المتوفى سنة 243 هـ، في باب التصوف السنّي، وهو من أوائل من كتب في التصوف.